# Traquet d'Arabie
Oenanthe lugentoides
Espèce
Statut de conservation UICN

LC : Préoccupation mineure
Le Traquet d'Arabie (Oenanthe lugentoides) est une espèce de passereaux de la famille des Muscicapidae.

## Répartition et sous-espèces
Selon la classification de référence du Congrès ornithologique international (15.1, 2025) il se répartit en deux sous-espèces :
- O. l. lugentoides (Seebohm, 1881) — savane du Piémont arabe du sud-ouest (en) ;
- O. l. boscaweni Bates, 1937 — monts Hajar et Dhofar (en) (Oman).